# Rendille
El rendille és una llengua cuixítica de Kenya parlada entre el llac Turkana i la muntanya de Marsabit, al districte Marsabit (Província Oriental). S'estima que té uns 32.000 individus, i que ensems amb el boni o aweer, integra la subdivisió kenyana rendille-boni de les llengües omo-tana, branca al seu torn del cuixític oriental de les Terres Baixes.